# Typhlonectes compressicauda
Typhlonectes compressicauda é uma espécie de anfíbio da família Typhlonectidae. Presente na floresta amazónica do Brasil, Colômbia, Guiana Francesa, Guiana, Peru, Venezuela e possivelmente na Bolívia e Suriname.
É uma espécie comum, aquática, estando presente em rios e marismas, em terras baixas florestadas.
O seu modo de reprodução é vivíparo. 
Não são conhecidas ameaças à sua conservação.